# Нестиарский сельсовет
Нестиа́рский сельсове́т — муниципальное образование — сельское поселение в Воскресенском районе Нижегородской области
Административный центр — село Нестиары.

## Население
| 2002 | 2010 | 2012 | 2013 | 2014 | 2015 | 2016 |
| ---- | ---- | ---- | ---- | ---- | ---- | ---- |
| 903  | ↘669 | ↘641 | ↘613 | ↘597 | ↘588 | ↘576 |
| 2017 | 2018 | 2019 | 2020 | 2021 |      |      |
| ↘569 | ↘555 | ↘554 | ↘543 | ↘377 |      |      |

## Состав сельского поселения
| № | Населённый пункт | Тип населённого пункта       | Население |
| - | ---------------- | ---------------------------- | --------- |
| 1 | Автулиха         | деревня                      | ↘26       |
| 2 | Быстрец          | деревня                      | ↘70       |
| 3 | Завод            | деревня                      | ↗33       |
| 4 | Заозерье         | деревня                      | ↘68       |
| 5 | Клюкино          | деревня                      | ↘44       |
| 6 | Марково          | деревня                      | ↘55       |
| 7 | Нестиары         | село, административный центр | ↘294      |
| 8 | Никоново         | деревня                      | ↘79       |